# Schloss Unterleiterbach

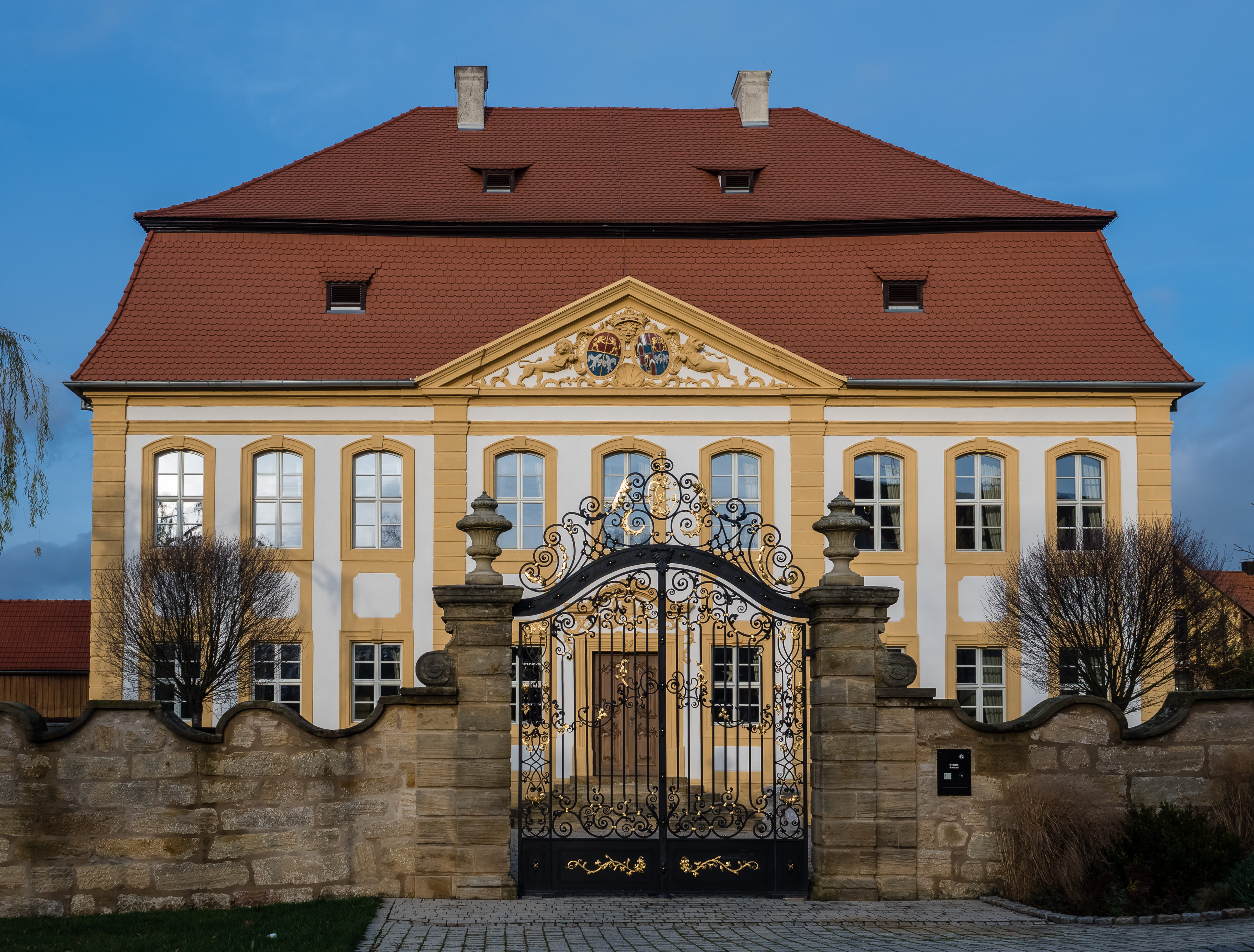
Schloss Unterleiterbach

Das Schloss Unterleiterbach ist ein markantes Gebäude in Unterleiterbach, einem Ortsteil der Gemeinde Zapfendorf in Oberfranken.
Susanne Elisabeth Gräfin von Brockdorff ließ das Schloss zwischen 1737 und 1739 als Mitgift für ihre Tochter errichten. Diese, Susanna Sophia Amalia, verheiratete von Hanxleden zu Delicke, teilte sich den Besitz mit ihrem Bruder, Graf Lorenz Ernst Friedrich Brockdorff (1710–1753), dem auch Schloss Schney gehörte. Nach dem Verkauf der Hanxleben'schen Hälfte 1792 kam es zu Auseinandersetzungen mit dem Erwerber Freiherr von Schaumberg, bis dessen Hälfte schließlich auch von den Brockdorff übernommen wurde. Es kam zu einem innerfamiliären Verkauf und schließlich 1846 zur Veräußerung an den aus Zweibrücken stammenden Henry Sturz, der bald darauf geadelt wurde. Seine Witwe verkaufte das Schloss 1852 an ein Konsortium aus zwölf Unterleiterbachern.
Es handelt sich um einen Putzbau mit Sandsteingliederungen, den der Bamberger Hofbaumeister Justus Heinrich Dientzenhofer plante. Seit 1956 befindet sich das Schloss im Besitz der Familie Heiss. Im Jahre 1976 wurde in dem Gebäude ein Antiquitätenhandel eingerichtet. Außerdem gibt es dort Hotelzimmer. 